# 謝赫·穆赫塔爾
谢赫·穆赫塔尔（1914年12月24日—1980年5月12日），是一名印度和巴基斯坦的電影演員。
他的父親阿什法克·艾哈迈德是一名铁路警察，出生于英属印度的卡拉奇。被英國殖民者強行轉移到德里。穆赫塔尔于1914年12月24日出生于德里。他在一所清真寺附近度过童年，并在當地的英语和阿拉伯语学校接受教育。他的父亲希望他的儿子在更高的军衔上加入警察或军队，但賽莫達对戲劇非常感兴趣。他所在地区的一位熟人开始在一家戏剧公司工作，因此他也搬到了加爾各答，加入了公司。
穆赫塔尔身材高大，男子气概十足--身高6英尺2英寸--他扮演了各种角色，以成吉思汗最為著名。他制作了《努尔·耶汉》，在片中他扮演了女王努尔·贾汉的第一任丈夫谢尔·阿富汗·库利汗。后来，他移民到巴基斯坦，在那里去世。他的一些电影是Bahen，Roti和Bhookh  《Ustadon Ke Ustad》、Hum Sab Ustad Hai》、《Halaku》、《成吉思汗》、《Birju Ustaad》、《do Ustad》、Mr Lambu(1956)和Meena Kumari的《Noor Jehan》“。他的電影取材基本上来自北方邦的Dholi Khaal地区。
他制作了一部美丽的印地语电影《Noor Jehan》，他本以为它会像《莫卧儿·阿贊》一样大受欢迎，但他的电影失败了，这反过来又让他失望，他心碎了，可能这让他离开去了巴基斯坦。他还带走了《努尔·贾汉》的原始照片。在卡拉奇定居，他于1980年去世。